# Robert Švarcman
Robert Michajlovič Švarcman, spesso traslitterato Shwartzman (in russo Ро́берт Миха́йлович Шва́рцман?; in ebraico רוברט מיכאילוביץ' שוורצמן‎?; IPA: /ˈrobʲert mʲɪˈxajləvʲɪtɕˈʂvartsmɐn/; Tel Aviv, 16 settembre 1999), è un pilota automobilistico russo con cittadinanza israeliana.
Nel 2018 ha vinto la Formula Toyota e nel 2019 il Campionato FIA di Formula 3. Oltre ai suoi impegni nel Campionato del mondo endurance con il team AF Corse, è stato pilota di riserva e collaudatore della Ferrari in Formula 1 dal 2022 al 2024; ha preso parte a sei prove libere in Formula 1, quattro con il team di Maranello e due con la Sauber. Dal 2025 corre per Prema Racing nell'IndyCar Series, ottenendo la pole position alla 500 Miglia di Indianapolis 2025 da debuttante.

## Carriera
Nato in Israele, terra d'origine del padre, e poi trasferitosi con la famiglia a San Pietroburgo all'età di tre anni, inizia la sua carriera sui kart un anno dopo. Quindi all'età di sei anni approda in pianta stabile in Italia per proseguire la carriera sportiva, svolgendo qui tutto il suo percorso scolastico.
Nel corso della carriera sui kart ottiene titoli in tutta Europa, tra cui Easykart International Grand Final nel 2008 e 2009 e WSK Final Cup nel 2013.

### Formula 4
Nel 2014 passa alle monoposto, partecipando a sei gare del Campionato Italiano di Formula 4 con la Cram Motorsport, finendo sedicesimo in classifica generale. L'anno seguente partecipa al campionato a tempo pieno con la Mücke Motorsport, ottenendo due vittorie, una sul circuito di Adria e l'altra sul circuito di Misano, terminando al terzo posto nella classifica generale, subito dopo i due piloti della Prema Powerteam, Ralf Aron e Guanyu Zhou. Nella stessa stagione partecipa anche al campionato inaugurale di Formula 4 tedesca, finendo quarto in classifica.

### Formula Renault

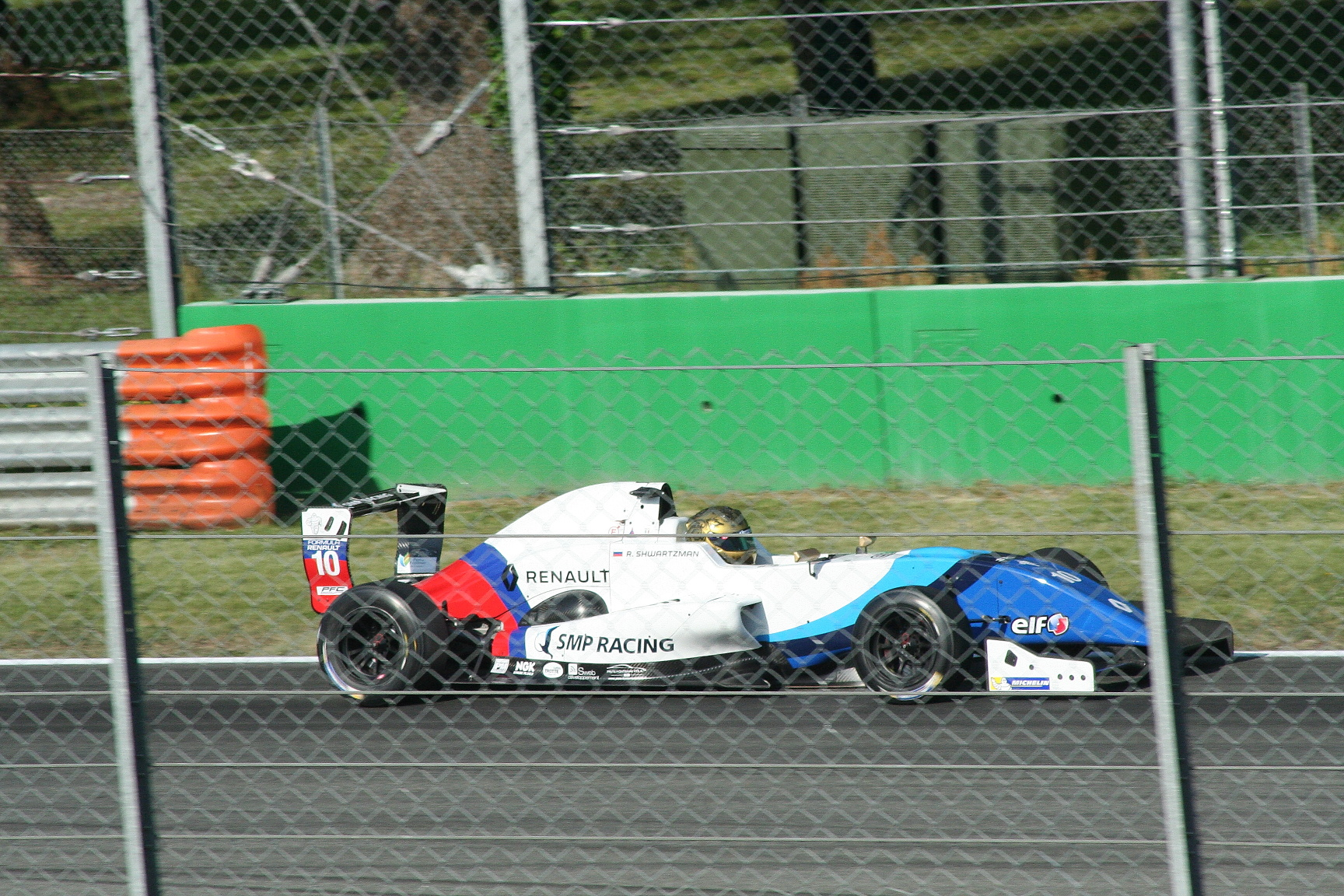
Švarcman impegnato nel 2017 nella Formula Renault Eurocup

Nella stagione 2016 gareggia nella Formula Renault 2.0 con la squadra campione in carica Josef Kaufmann Racing, dopo aver effettuato dei test con il team al Motorland Aragon. Vince due gare nella Formula Renault 2.0 NEC e si classifica sesto nella graduatoria di campionato, mentre conclude ottavo nell'Eurocup.
Per il 2017 resta in Formula Renault 2.0, ma passa al team R-ace GP. Conclude un'ottima stagione al terzo posto della classifica piloti, riuscendo a vincere sei gare e ottenendo il podio in tutti i round tranne che al Red Bull Ring e Le Castellet.

### Formula Toyota
Fa il suo debutto nella Formula Toyota durante la stagione 2018, gareggiando per la M2 Competition. Conclude tutte le quindici gare nei primi cinque, unico pilota della stagione a riuscirci, e con un'ottima regolarità riesce a vincere il titolo, pur con una sola vittoria di tappa. Finisce la stagione davanti ai compagni di squadra della M2, Richard Verschoor e Marcus Armstrong, che avevano debuttato nella serie nel 2017.

### F3 europea

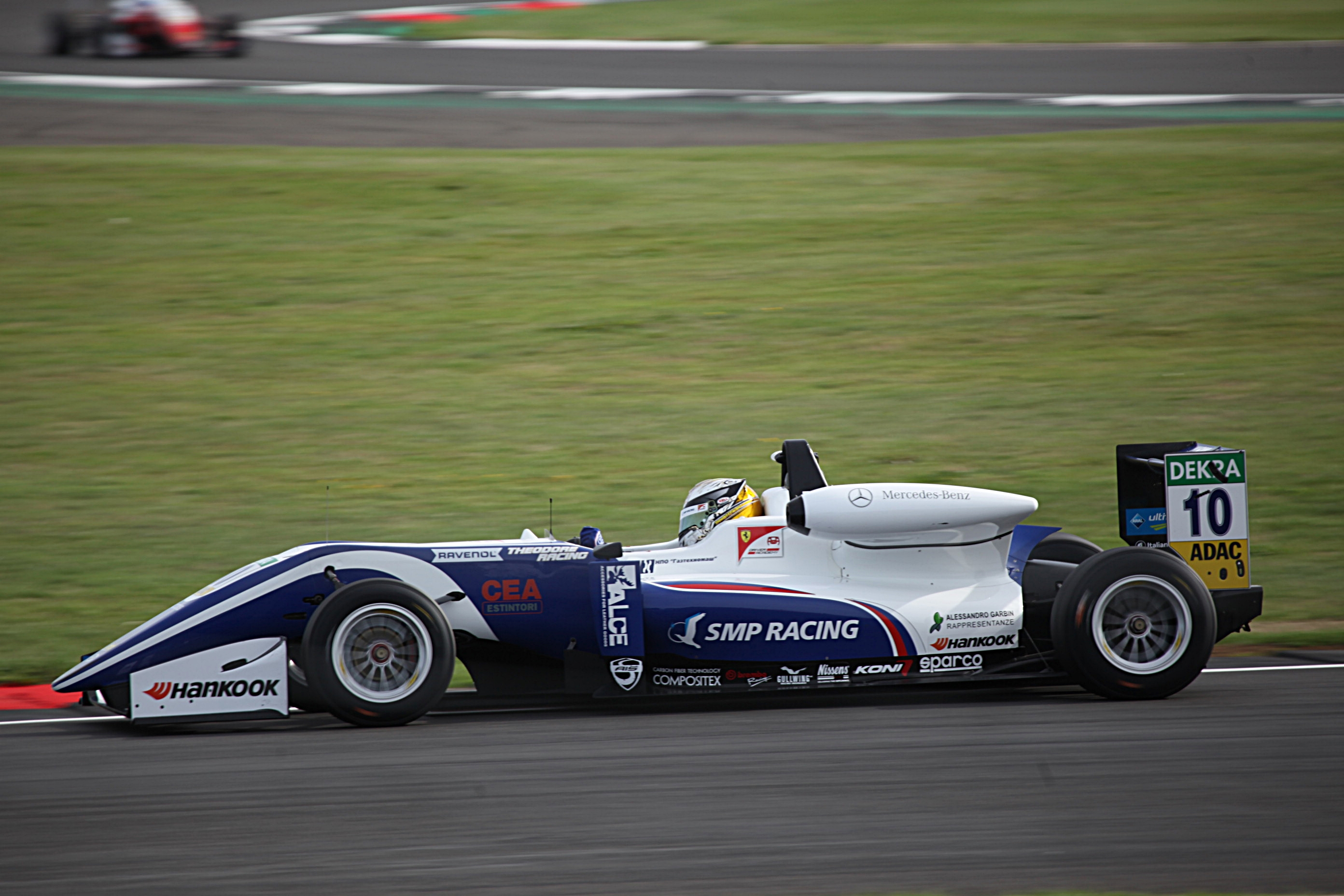
Švarcman impegnato nella F3 europea 2018

Nel settembre 2017 testa per la prima volta una monoposto di F3 europea con il team Prema Powerteam. Dopo i suoi test con Prema viene inserito tra i piloti della Ferrari Driver Academy, programma della scuderia di Maranello per giovani piloti.
Nel dicembre 2017 viene confermata la sua partecipazione al Campionato Europeo FIA di Formula 3 del 2018 con la Prema. 
Durante la stagione ottiene la sua prima vittoria nella categoria nella terza gara del Red Bull Ring. Con la sua seconda vittoria nella gara finale della stagione sorpassa un altro membro della Ferrari Driver Academy, Marcus Armstrong, nella classifica piloti, arrivando fra i primi tre già da esordiente e vincendo il titolo riservato ai Rookie.

### Formula 3

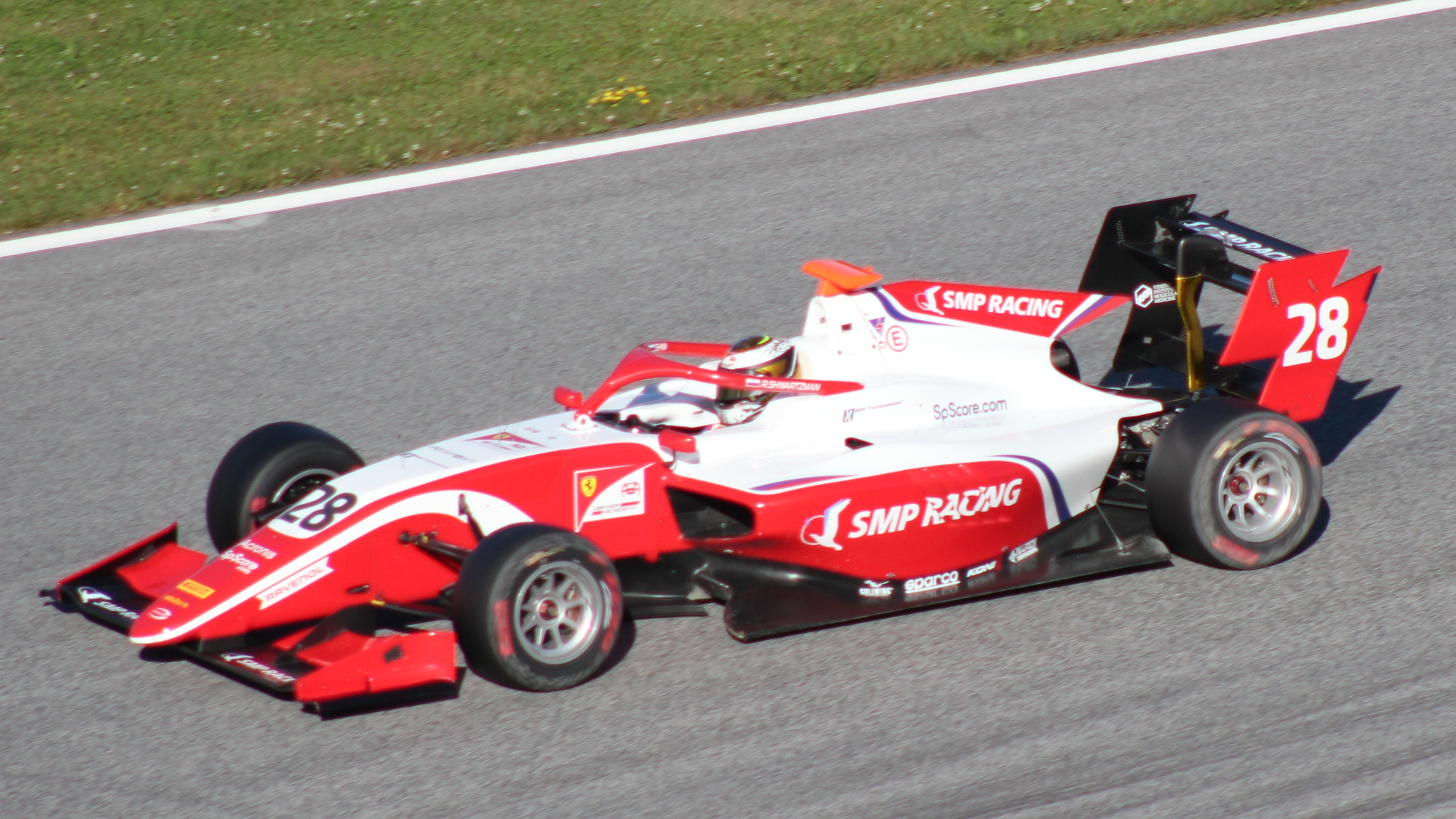
Švarcman impegnato nel campionato FIA di Formula 3 2019

Per la stagione 2019 continua con il team Prema ma sale di categoria, affrontando il Campionato FIA di Formula 3. Vince la gara d'esordio a Barcellona, dopo aver fatto registrare la pole position, chiudendo secondo la gara ma salendo sul gradino più alto del podio dopo la penalità di Christian Lundgaard, secondo. Si ripete anche nel round successivo al Paul Ricard dove, dopo aver concluso gara 1 secondo, vince davanti a Pedro Piquet. Nei tre round successivi, termina in quinta posizione per tre volte consecutive in Gara 1, mentre raccoglie un terzo posto al Red Bull Ring dopo aver tagliato il traguardo primo ma essere stato penalizzato, ed un secondo posto a Silverstone.
A Spa-Francorchamps sale sul podio in entrambe le occasioni, chiudendo in seconda posizione Gara 1 ed in terza Gara 2. La terza vittoria stagionale arriva a Monza battendo il compagno di squadra Jehan Daruvala e Yūki Tsunoda. Il 28 settembre a Sochi, il secondo posto in Gara 1, dietro al compagno di squadra Marcus Armstrong, gli permettono di diventare Campione della prima edizione del Campionato FIA di Formula 3, con una gara d'anticipo.

### Formula 2
Per la stagione 2020 viene selezionato dalla scuderia Prema per il campionato di Formula 2, assieme a Mick Schumacher. Alla prima gara al Red Bull Ring ottiene la terza posizione in Gara 1, mentre chiude subito giù dal podio in quarta nell'altra gara. La settimana successiva, sempre sul circuito austriaco, ottiene la sua prima vittoria nella categoria in Gara. Si ripete anche la settimana seguente all'Hungaroring dove conquista nuovamente la vittoria in Gara 1. Dopo due weekend di gara complicati a Silverstone, ritrova il podio in Catalogna chiudendo secondo in Gara 1. Torna alla vittoria a Spa-Francorchamps, nella Gara 2 che gli permette di portarsi in testa alla Classifica Piloti. Dal successivo appuntamento però, le sue prestazioni hanno un calo portando il russo a cedere posizioni in campionato ad Ilott e Schumacher. Ritrova la vittoria in Gara 2 in Bahrain, ma è l'unico piazzamento a podio nelle ultime dieci gare, chiudendo la sua prima stagione in quarta posizione con 177 punti, cedendo il passo anche a Yūki Tsunoda.
Il 7 dicembre 2020, la scuderia italiana annuncia la riconferma del pilota per la stagione 2021 di Formula 2. Nei primi due appuntamenti stagionali non raccoglie nessun podio, cosa che avviene a Baku dove trova una vittoria dominante in Gara 1 ed il terzo posto nella feature race in Gara 3, dietro al suo compagno di squadra Oscar Piastri. Vince la sprint race anche nel successivo appuntamento di Silverstone, davanti a Jüri Vips. Nel resto della stagione conquista altri tre terzi posti, a Monza, Soči e sul nuovo circuito di Gedda. Švarcman chiude la stagione al secondo posto dietro al suo compagno di team Oscar Piastri. Prima dell'ultimo round della stagione, il pilota ufficializza che non correrà in Formula 2 l'anno seguente.

### Test Formula 1 e Formula E
Nel 2018 Švarcman e Mick Schumacher entrano nella Ferrari Driver Academy. Nel dicembre del 2021, il pilota partecipa ai test post season della Formula 1 a Yas Marina, guidando per il team statunitense Haas e per la scuderia italiana Ferrari, alternandosi con Antonio Fuoco: nell'occasione Švarcman ottiene il miglior tempo nella seconda giornata di test.
A partire dal 2022 ricopre il ruolo di collaudatore per la Ferrari, nello specifico come race support al simulatore durante i fine settimana di gara. Nel gennaio dello stesso anno partecipa a quattro giorni di test sul circuito di Fiorano insieme ai piloti titolari, Charles Leclerc e Carlos Sainz Jr. A seguito delle sanzioni contro gli atleti russi e bielorussi in conseguenza dell'invasione russa dell'Ucraina, Švarcman – che fino a questo punto della sua carriera aveva corso con licenza russa – prende parte ai test 2022 con licenza israeliana, sfruttando il suo doppio passaporto. Nel luglio dello stesso anno, Švarcman scende in pista al Mugello con la Ferrari SF21 della stagione 2021; nell'ottobre seguente esordisce in Formula 1 prendendo parte, alla guida della F1-75 del team di Maranello, alle prove libere del Gran Premio degli Stati Uniti d'America. Sul finire dell'anno, torna alla guida della Ferrari nelle prove libere del Gran Premio di Abu Dhabi e quindi nei test post stagionali, sempre a Yas Marina.
L'anno seguente prende parte, per il team statunitense DS Penske, sul circuito dell'aeroporto di Berlino-Tempelhof, ai rookie test della Formula E. Mentre in seguito, ritorna in pista con la Ferrari nelle prove libere dei Gran Premi d'Olanda e di Abu Dhabi.
Anche nel 2024 scende in pista nei rookie test della Formula E, prima sul circuito di Misano e poi a Berlino-Tempelhof, sempre per la scuderia DS Penske. Lo stesso anno scende in pista con la Sauber C44 in due turni di prove libere in Formula 1: nel Gran Premio d'Olanda, sostituendo Valtteri Bottas, e nel Gran Premio di Città del Messico, al posto di Zhou Guanyu.

### Endurance

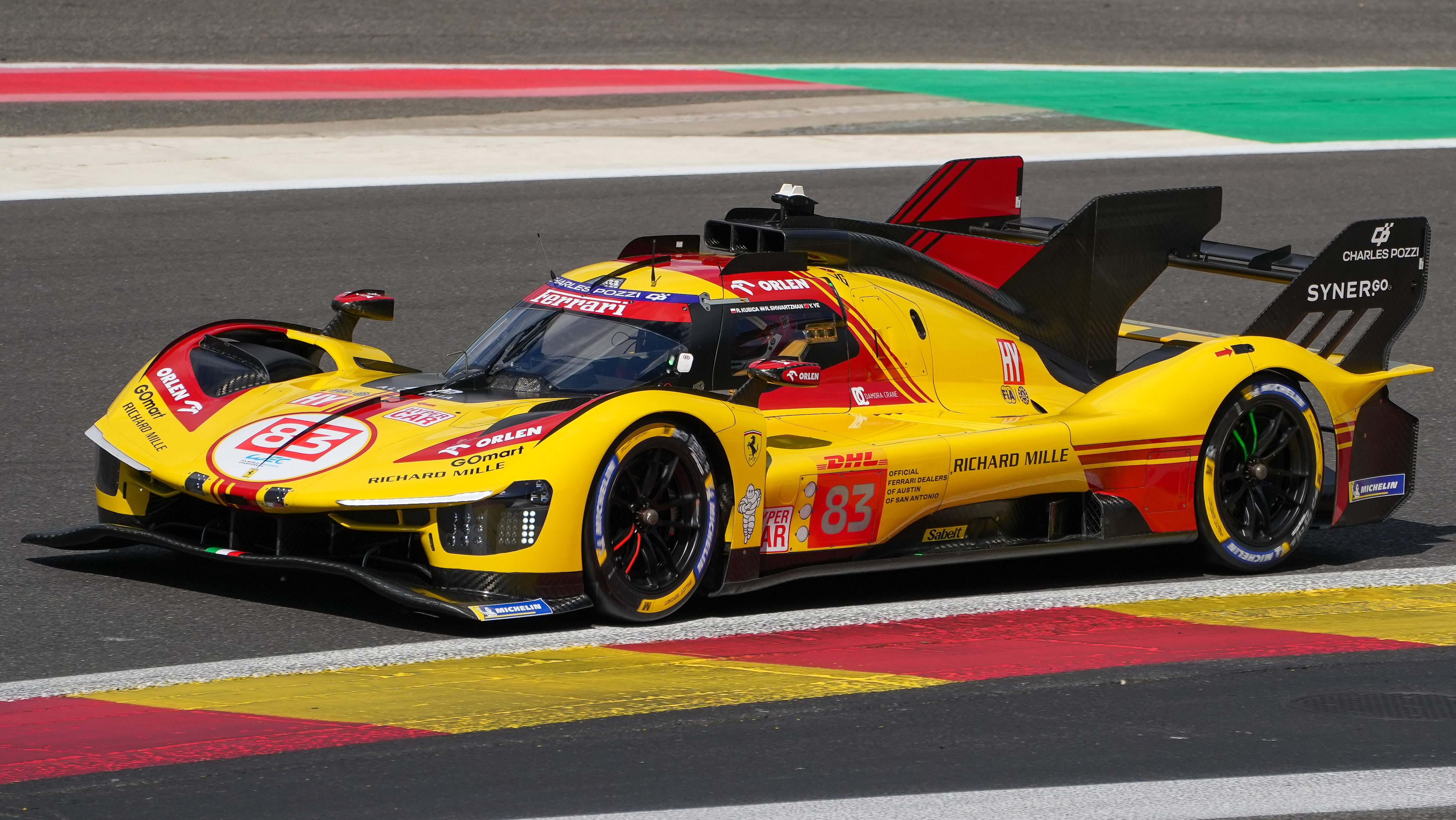
La Ferrari 499P di Švarcman nella 6 Ore di Spa-Francorchamps 2024

Dopo un anno rimasto fermo, nel 2023 Švarcman torna a competere in pista poiché la Ferrari lo schiera nel GT World Challenge Europe Endurance Cup, alla guida della Ferrari 296 GT3, insieme a Nicklas Nielsen e Alessio Rovera. L'equipaggio ottiene la vittoria nella 3 Ore di Catalogna a Montmelò, concludendo la stagione al sesto posto in classifica. Nell'autunno del 2023, partecipa con l'altra ferrarista Lilou Wadoux ai rookie test del Campionato del mondo endurance FIA, guidando una Ferrari 499P.
Per la stagione 2024 del WEC viene scelto dal team satellite AF Corse per guidare la 499P, insieme a Robert Kubica e Ye Yifei. L'equipaggio ottiene la vittoria nella Lone Star Le Mans, grazie a un arrivo in volata davanti alla Toyota GR010 Hybrid.

### IndyCar
Nel gennaio del 2023 prova la Dallara IR18, monoposto IndyCar del team Chip Ganassi Racing. Per la stagione 2025 della IndyCar Series viene ingaggiato dal team Prema Racing. Il 18 maggio ottiene la pole position per la 500 Miglia di Indianapolis 2025, diventando il primo debuttante da Teo Fabi nel 1983 a ottenere tale risultato.

## Risultati

### Riassunto della carriera
| Stagione | Campionato                              | Team                         | Gare         | Vittorie     | Pole         | GPV          | Podi         | Punti        | Pos.         |
| -------- | --------------------------------------- | ---------------------------- | ------------ | ------------ | ------------ | ------------ | ------------ | ------------ | ------------ |
| 2014     | Campionato Italiano di Formula 4        | Cram Motorsport              | 6            | 0            | 0            | 0            | 0            | 26           | 16º          |
| 2015     | Campionato Italiano di Formula 4        | Kfzteile24 Mücke Motorsport  | 21           | 2            | 4            | 3            | 8            | 212          | 3º           |
| 2015     | Campionato ADAC di Formula 4            | ADAC Berlin-Brandenburg      | 20           | 0            | 0            | 4            | 8            | 167          | 4º           |
| 2016     | Eurocup Formula Renault 2.0             | Josef Kaufmann Racing        | 15           | 0            | 0            | 0            | 1            | 75           | 8º           |
| 2016     | Formula Renault 2.0 NEC                 | Josef Kaufmann Racing        | 15           | 2            | 1            | 2            | 3            | 206          | 6º           |
| 2017     | Eurocup Formula Renault 2.0             | R-ace GP                     | 23           | 6            | 7            | 7            | 12           | 285          | 3º           |
| 2017     | Formula Renault NEC                     | R-ace GP                     | 3            | 0            | 0            | 0            | 1            | 0            | N.C.†        |
| 2018     | F3 europea                              | Prema Theodore Racing        | 30           | 2            | 3            | 1            | 11           | 294          | 3º           |
| 2018     | Gran Premio di Macao                    | SJM Theodore Racing by Prema | 1            | 0            | 0            | 0            | 0            | N.A.         | 9º           |
| 2018     | Formula Toyota                          | M2 Competition               | 15           | 1            | 3            | 3            | 9            | 916          | 1º           |
| 2019     | Formula 3                               | Prema Racing                 | 16           | 3            | 2            | 2            | 10           | 212          | 1º           |
| 2020     | Formula 2                               | Prema Racing                 | 24           | 4            | 0            | 2            | 6            | 177          | 4º           |
| 2021     | Formula 2                               | Prema Racing                 | 24           | 2            | 0            | 2            | 8            | 192          | 2º           |
| 2022     | Formula 1                               | Scuderia Ferrari             | Collaudatore | Collaudatore | Collaudatore | Collaudatore | Collaudatore | Collaudatore | Collaudatore |
| 2023     | Formula 1                               | Scuderia Ferrari             | Collaudatore | Collaudatore | Collaudatore | Collaudatore | Collaudatore | Collaudatore | Collaudatore |
| 2023     | GT World Challenge Europe Endurance Cup | AF Corse                     | 5            | 1            | 1            | 0            | 1            | 36           | 6º           |

† In quanto pilota ospite, non aveva diritto a ottenere punti.

### Campionato Italiano di Formula 4
(legenda) (Le gare in grassetto indicano la pole position) (Le gare in corsivo indicano Gpv)
| Stagione | Team                        | 1   | 2   | 3   | 4    | 5    | 6    | 7   | 8   | 9   | 10  | 11  | 12  | 13  | 14  | 15  | 16  | 17  | 18  | 19   | 20   | 21   | Punti | Pos. |
| -------- | --------------------------- | --- | --- | --- | ---- | ---- | ---- | --- | --- | --- | --- | --- | --- | --- | --- | --- | --- | --- | --- | ---- | ---- | ---- | ----- | ---- |
| 2014     | Cram Motorsport             | ADR | ADR | ADR | IMO1 | IMO1 | IMO1 | MUG | MUG | MUG | MAG | MAG | MAG | VLL | VLL | VLL | MNZ | MNZ | MNZ | IMO2 | IMO2 | IMO2 | 26    | 16º  |
| 2014     | Cram Motorsport             |     |     |     |      |      |      |     |     |     |     |     |     |     |     |     | Rit | 5   | 7   | 8    | 11   | 8    | 26    | 16º  |
| 2015     | Kfzteile24 Mücke Motorsport | VLL | VLL | VLL | MNZ  | MNZ  | MNZ  | IMO | IMO | IMO | MUG | MUG | MUG | ADR | ADR | ADR | IMO | IMO | IMO | MIS  | MIS  | MIS  | 212   | 3º   |
| 2015     | Kfzteile24 Mücke Motorsport | 3   | 5   | 22  | 2    | Rit  | 4    | 3   | 4   | 7   | 15  | 12  | 13  | 4   | 1   | 1   | 2   | 6   | 2   | 4    | 1    | 4    | 212   | 3º   |

### Campionato ADAC di Formula 4
(legenda) (Le gare in grassetto indicano la pole position) (Le gare in corsivo indicano Gpv)
| Stagione | Team                    | 1    | 2    | 3    | 4   | 5   | 6   | 7   | 8   | 9   | 10  | 11  | 12  | 13  | 14  | 15  | 16  | 17  | 18  | 19   | 20   | 21   | 22  | 23  | 24  | Punti | Pos. |
| -------- | ----------------------- | ---- | ---- | ---- | --- | --- | --- | --- | --- | --- | --- | --- | --- | --- | --- | --- | --- | --- | --- | ---- | ---- | ---- | --- | --- | --- | ----- | ---- |
| 2015     | ADAC Berlin-Brandenburg | OSC1 | OSC1 | OSC1 | RBR | RBR | RBR | SPA | SPA | SPA | LAU | LAU | LAU | NÜR | NÜR | NÜR | SAC | SAC | SAC | OSC2 | OSC2 | OSC2 | HOC | HOC | HOC | 167   | 4º   |
| 2015     | ADAC Berlin-Brandenburg | Rit  | 10   | 12   | 6   | 32  | 30  | 3   | 3   | 3   | 2   | 3   | 3   | 6   | 3   | 5   | 27  | 7   | 10  | 3    | Rit  | 5    |     |     |     | 167   | 4º   |

### Eurocup Formula Renault 2.0
(legenda) (Le gare in grassetto indicano la pole position) (Le gare in corsivo indicano Gpv)
| Stagione | Team                  | 1   | 2   | 3   | 4   | 5   | 6   | 7   | 8   | 9   | 10  | 11  | 12  | 13  | 14  | 15  | 16  | 17  | 18  | 19  | 20  | 21  | 22  | 23  | Punti | Pos. |
| -------- | --------------------- | --- | --- | --- | --- | --- | --- | --- | --- | --- | --- | --- | --- | --- | --- | --- | --- | --- | --- | --- | --- | --- | --- | --- | ----- | ---- |
| 2016     | Josef Kaufmann Racing | ALC | ALC | ALC | MON | MNZ | MNZ | MNZ | RBR | RBR | LEC | LEC | SPA | SPA | EST | EST |     |     |     |     |     |     |     |     | 75    | 8º   |
| 2016     | Josef Kaufmann Racing | 5   | 8   | 9   | 12  | 5   | 6   | 6   | 11  | Rit | 7   | 11  | Rit | 14  | 3   | 6   |     |     |     |     |     |     |     |     | 75    | 8º   |
| 2017     | R-ace GP              | MNZ | MNZ | SIL | SIL | PAU | PAU | MON | MON | HUN | HUN | HUN | NÜR | NÜR | RBR | RBR | LEC | LEC | SPA | SPA | SPA | CAT | CAT | CAT | 285   | 3º   |
| 2017     | R-ace GP              | 1   | Rit | 3   | 1   | 1   | 3   | 4   | 2   | 7   | 5   | 2   | 1   | 8   | 6   | 9   | 23  | SQ  | 2   | 25  | Rit | 1   | 1   | 2   | 285   | 3º   |

### Toyota Racing Series
(legenda) (Le gare in grassetto indicano la pole position) (Le gare in corsivo indicano Gpv)
| Stagione | Team           | 1   | 2   | 3   | 4   | 5   | 6   | 7   | 8   | 9   | 10  | 11  | 12  | 13  | 14  | 15  | Punti | Pos. |
| -------- | -------------- | --- | --- | --- | --- | --- | --- | --- | --- | --- | --- | --- | --- | --- | --- | --- | ----- | ---- |
| 2018     | M2 Competition | RUA | RUA | RUA | TER | TER | TER | HMP | HMP | HMP | TAU | TAU | TAU | MAN | MAN | MAN | 916   | 1º   |
| 2018     | M2 Competition | 2   | 3   | 2   | 2   | 4   | 4   | 4   | 2   | 3   | 4   | 5   | 1   | 2   | 4   | 2   | 916   | 1º   |

### Formula 3 europea
(legenda) (Le gare in grassetto indicano la pole position) (Le gare in corsivo indicano Gpv)
| Stagione | Team                  | Motore   | 1   | 2   | 3   | 4   | 5   | 6   | 7   | 8   | 9   | 10  | 11  | 12  | 13  | 14  | 15  | 16  | 17  | 18  | 19  | 20  | 21  | 22  | 23  | 24  | 25  | 26  | 27  | 28  | 29  | 30  | Punti | Pos. |
| -------- | --------------------- | -------- | --- | --- | --- | --- | --- | --- | --- | --- | --- | --- | --- | --- | --- | --- | --- | --- | --- | --- | --- | --- | --- | --- | --- | --- | --- | --- | --- | --- | --- | --- | ----- | ---- |
| 2018     | Prema Theodore Racing | Mercedes | PAU | PAU | PAU | HUN | HUN | HUN | NOR | NOR | NOR | ZAN | ZAN | ZAN | SPA | SPA | SPA | SIL | SIL | SIL | MIS | MIS | MIS | NÜR | NÜR | NÜR | RBR | RBR | RBR | HOC | HOC | HOC | 294   | 3º   |
| 2018     | Prema Theodore Racing | Mercedes | 8   | 9   | 6‡  | 3   | 5   | Rit | 6   | Rit | 7   | 8   | 7   | 11  | 5   | 4   | 2   | 8   | 9   | 10  | 3   | 9   | 7   | 2   | 2   | 2   | 2   | 3   | 1   | 2   | 5   | 1   | 294   | 3º   |

‡ Metà punti assegnati come meno del 75% della distanza di gara è stata completata.

### Formula 3
(legenda) (Le gare in grassetto indicano la pole position) (Le gare in corsivo indicano Gpv)
| Stagione | Team         | 1   | 2   | 3   | 4   | 5   | 6   | 7   | 8   | 9   | 10  | 11  | 12  | 13  | 14  | 15  | 16  | Punti | Pos. |
| -------- | ------------ | --- | --- | --- | --- | --- | --- | --- | --- | --- | --- | --- | --- | --- | --- | --- | --- | ----- | ---- |
| 2019     | Prema Racing | CAT | CAT | LEC | LEC | RBR | RBR | SIL | SIL | HUN | HUN | SPA | SPA | MNZ | MNZ | SOC | SOC | 212   | 1º   |
| 2019     | Prema Racing | 1   | 4   | 2   | 1   | 5   | 3   | 5   | 2   | 5   | Rit | 2   | 3   | 1   | 8   | 2   | 3   | 212   | 1º   |

### Formula 2
(legenda) (Le gare in grassetto indicano la pole position) (Le gare in corsivo indicano Gpv)
| Stagione | Team         | 1   | 2   | 3   | 4   | 5   | 6   | 7    | 8    | 9    | 10   | 11  | 12  | 13  | 14  | 15  | 16  | 17  | 18  | 19  | 20  | 21   | 22   | 23   | 24   | Punti | Pos. |
| -------- | ------------ | --- | --- | --- | --- | --- | --- | ---- | ---- | ---- | ---- | --- | --- | --- | --- | --- | --- | --- | --- | --- | --- | ---- | ---- | ---- | ---- | ----- | ---- |
| 2020     | Prema Racing | RBR | RBR | RBR | RBR | HUN | HUN | SIL1 | SIL1 | SIL2 | SIL2 | CAT | CAT | SPA | SPA | MNZ | MNZ | MUG | MUG | SOC | SOC | SAK1 | SAK1 | SAK2 | SAK2 | 177   | 4º   |
| 2020     | Prema Racing | 3   | 4   | 1   | Rit | 1   | 4   | 14   | 13   | 8    | 13   | 2   | 13  | 5   | 1   | 9   | 5   | Rit | 9   | 11  | 10  | 8    | 1    | 4    | 5    | 177   | 4º   |
| 2021     | Prema Racing | BHR | BHR | BHR | MON | MON | MON | BAK  | BAK  | BAK  | SIL  | SIL | SIL | MNZ | MNZ | MNZ | SOC | SOC | SOC | JED | JED | JED  | YMC  | YMC  | YMC  | 192   | 2º   |
| 2021     | Prema Racing | 4   | Rit | 7   | Rit | 10  | 4   | 1    | 5    | 3    | 1    | 15  | 5   | 6   | 3   | 6   | 3   | C   | 4   | 6   | 3   | 2‡   | 4    | 2    | 5    | 192   | 2º   |

‡ Metà punti assegnati come meno del 75% della distanza di gara è stata completata.

### Risultati in Formula 1
| 2022 | Scuderia | Vettura |  |  |  |  |  |  |  |  |  |  |  |  |  |  |  |  |  |  |    |  |  |    |  |  | Punti | Pos. |
| ---- | -------- | ------- |  |  |  |  |  |  |  |  |  |  |  |  |  |  |  |  |  |  | -- |  |  | -- |  |  | ----- | ---- |
| 2022 | Ferrari  | F1-75   |  |  |  |  |  |  |  |  |  |  |  |  |  |  |  |  |  |  | SP |  |  | SP |  |  | -     |      |

| 2023 | Scuderia | Vettura |  |  |  |  |  |  |  |  |  |  |  |  |    |  |  |  |  |  |  |  |  |    |  |  | Punti | Pos. |
| ---- | -------- | ------- |  |  |  |  |  |  |  |  |  |  |  |  | -- |  |  |  |  |  |  |  |  | -- |  |  | ----- | ---- |
| 2023 | Ferrari  | SF-23   |  |  |  |  |  |  |  |  |  |  |  |  | SP |  |  |  |  |  |  |  |  | SP |  |  | -     |      |

| 2024 | Scuderia | Vettura |  |  |  |  |  |  |  |  |  |  |  |  |    |  |  |  |  |  |  |    |  |  |  |  | Punti | Pos. |
| ---- | -------- | ------- |  |  |  |  |  |  |  |  |  |  |  |  | -- |  |  |  |  |  |  | -- |  |  |  |  | ----- | ---- |
| 2024 | Sauber   | C44     |  |  |  |  |  |  |  |  |  |  |  |  | SP |  |  |  |  |  |  | SP |  |  |  |  | -     |      |

| Legenda | 1º posto     | 2º posto | 3º posto    | A punti         | Senza punti/Non class.  | Grassetto – Pole position Corsivo – Giro più veloce Apice – Risultato Sprint (A punti) |
| Legenda | Squalificato | Ritirato | Non partito | Non qualificato | Solo prove/Terzo pilota | Grassetto – Pole position Corsivo – Giro più veloce Apice – Risultato Sprint (A punti) |

### GTWCE Endurance Cup
(legenda) (Le gare in grassetto indicano la pole position) (Le gare in corsivo indicano Gpv)
| Stagione | Team     | Vettura         | MNZ | LEC | SPA | NÜR | BAR | Punti | Pos. |
| -------- | -------- | --------------- | --- | --- | --- | --- | --- | ----- | ---- |
| 2023     | AF Corse | Ferrari 296 GT3 | 8   | 7   | 44  | 22  | 1   | 36    | 8º   |
| Legenda  |          |                 |     |     |     |     |     |       |      |

### Campionato del mondo endurance
| Anno    | Squadra  | Classe   | Vettura      | QAT | IMO | SPA | LMS | SÃO | COA | FUJ | BHR | Punti | Pos. |
| ------- | -------- | -------- | ------------ | --- | --- | --- | --- | --- | --- | --- | --- | ----- | ---- |
| 2024    | AF Corse | Hypercar | Ferrari 499P | 4   | 8   | 8   | Rit | 11  | 1   | 12  | 8   | 57    | 9°   |
| Legenda |          |          |              |     |     |     |     |     |     |     |     |       |      |

### 24 ore di Le Mans
| Anno | Team     | Co-piloti              | Auto         | Classe   | Giri | Pos. | Pos Cat. |
| ---- | -------- | ---------------------- | ------------ | -------- | ---- | ---- | -------- |
| 2024 | AF Corse | Robert Kubica Ye Yifei | Ferrari 499P | Hypercar | 248  | Rit  | Rit      |

### Risultati in IndyCar Series
| Anno | Squadra      | Telaio       | Motore    | 1      | 2      | 3      | 4      | 5      | 6       | 7   | 8   | 9   | 10  | 11  | 12  | 13  | 14  | 15  | 16  | 17  | Punti | Pos. |
| ---- | ------------ | ------------ | --------- | ------ | ------ | ------ | ------ | ------ | ------- | --- | --- | --- | --- | --- | --- | --- | --- | --- | --- | --- | ----- | ---- |
| 2025 | Prema Racing | Dallara DW12 | Chevrolet | STP 20 | THE 22 | LBH 18 | ALA 25 | IMS 18 | INDY 29 | DET | GAT | ROA | MDO | IOW | IOW | TOR | LAG | POR | MIL | NSH | 65*   |      |

* Stagione in corso.